# 幸浦村
幸浦村（さちうらむら）は静岡県の西部、山名郡・磐田郡に属していた村である。袋井市南端部にあたり、遠州灘に面する。

## 地理
- 河川：前川

## 歴史
- 1889年（明治22年）4月1日 - 町村制の施行により山名郡湊村、太郎助村、西同笠村、城東郡寄木村が合併して山名郡幸浦村が発足。
- 1896年（明治29年）4月1日 - 郡制の施行により所属郡が磐田郡に変更。
- 1955年（昭和30年）3月31日 - 東浅羽村・西浅羽村・上浅羽村と合併して浅羽村が発足。同日幸浦村廃止。

## 交通

### 道路
- 国道150号